# Фінал кубка СРСР з футболу 1977
36-й фінал кубка СРСР з футболу відбувся на стадіоні «Динамо» в Москві 4 листопада 1949 року. У грі взяли участь московські команди «Динамо» і «Торпедо». На матчі були присутні 45 тисяч глядачів.

## Претенденти
- «Динамо» (Москва) — одинадцятиразовий чемпіон СРСР (1936в, 1937, 1940, 1945, 1949, 1954, 1955, 1957, 1959, 1963, 1976в), чотириразовий володар кубка СРСР (1937, 1953, 1967, 1970).

- «Торпедо» (Москва) — триразовий чемпіон СРСР (1960, 1965, 1976о), п'ятиразовий володар кубка СРСР (1949, 1952, 1960, 1968, 1972).

## Деталі матчу
| 13 серпня 1977 |

| «Динамо»      | 1 – 0 | «Торпедо» |
| ------------- | ----- | --------- |
| Казачонок 17' | Звіт  |           |

| «Динамо» (Москва) Глядачів: 45 000 Арбітр: Руднєв (Москва) |

| ДИНАМО            |                     |     |
|                   |                     |     |
| ВР                | Володимир Пільгуй   |     |
| ЗХ                | Анатолій Паров      |     |
| ЗХ                | Олександр Новіков   |     |
| ЗХ                | Олександр Маховиков |     |
| ЗХ                | Олександр Бубнов    |     |
| ПЗ                | Олексій Петрушин    |     |
| НП                | Михайло Гершкович   |     |
| ПЗ                | Олег Долматов       | 73' |
| НП                | Андрій Якубик       |     |
| НП                | Володимир Казачонок |     |
| ПЗ                | Олександр Мінаєв    |     |
| Тренер:           |                     |     |
| Олександр Севідов |                     |     |

| ТОРПЕДО         |                      |     |     |
|                 |                      |     |     |
| ВР              | Анатолій Зарапін     |     |     |
| ЗХ              | Сергій Пригода       |     |     |
| ЗХ              | Микола Худієв        |     |     |
| ЗХ              | Володимир Бутурлакін |     |     |
| ЗХ              | Василь Жупіков       |     |     |
| ПЗ              | Анатолій Дегтерьов   |     | 61' |
| ПЗ              | Валерій Філатов      | 68' |     |
| НП              | Юрій Хлопотнов       |     |     |
| ПЗ              | Володимир Юрін       |     |     |
| НП              | Володимир Сахаров    |     | 46' |
| НП              | Євген Храбростін     | 73' |     |
| Заміни:         |                      |     |     |
| НП              | Микола Васильєв      |     | 46' |
| ПЗ              | Сергій Петренко      |     | 61' |
| Тренер:         |                      |     |     |
| Валентин Іванов |                      |     |     |